# Eucalyptus jacksonii
Espèce
Eucalyptus jacksonii, aussi appelé Red Tingle en anglais, est une espèce de plantes à fleurs du genre Eucalyptus et de la famille des Myrtaceae. C'est un arbre poussant au sud-ouest de l'Australie occidentale.
On le trouve au nord et à l'est de la ville de Walpole, notamment dans le Parc national Walpole-Nornalup (en), dans des formations boisées à « karri » (Eucalyptus diversicolor), à « Rates tingle » (E. brevistylis), « yellow tingle » (E. guilfoylei) et à « red flowering gum » (Corymbia ficifolia).

## Description
C'est un arbre atteignant 24 mètres de circonférence, 75 mètres de haut et pouvant vivre jusqu'à 400 ans,.
Ses bourgeons sont plus gros que ceux des spécimens d'Eucalyptus brevistylis.